# Otolelus atomus
Otolelus atomus is een keversoort uit de familie schijnsnoerhalskevers (Aderidae). De wetenschappelijke naam van de soort werd in 1884 gepubliceerd door Achille Costa.